# Ragged Glory
Az 1990-es Ragged Glory Neil Young huszadik nagylemeze, az ötödik, melyet a Crazy Horse-szal készített el.
Az album visszatért ahhoz a hard rock stílushoz, mely az Everybody Knows This is Nowhere és Zuma albumokon hallható. A kritikusok jól fogadták, az éves Pazz & Jop felmérésen a legjobb albumnak választották. Szerepel az 1001 lemez, amit hallanod kell, mielőtt meghalsz című könyvben.

## Az album dalai
|     | Cím                           | Szerző(k)               | Hossz |
| --- | ----------------------------- | ----------------------- | ----- |
| 1.  | Country Home                  | Neil Young              | 7:05  |
| 2.  | White Line                    | Young                   | 2:57  |
| 3.  | F*!#in' Up                    | Young                   | 5:54  |
| 4.  | Over and Over                 | Young                   | 8:28  |
| 5.  | Love to Burn                  | Young                   | 10:00 |
| 6.  | Farmer John                   | Don Harris, Dewey Terry | 4:14  |
| 7.  | Mansion on the Hill           | Young                   | 4:48  |
| 8.  | Days That Used to Be          | Young                   | 3:42  |
| 9.  | Love and Only Love            | Young                   | 10:18 |
| 10. | Mother Earth (Natural Anthem) | Young                   | 5:11  |

## Helyezések

### Album
| Év   | Lista         | Helyezés |
| ---- | ------------- | -------- |
| 1990 | Billboard 200 | 31       |

### Kislemezek
| Év   | Kislemez            | Lista                            | Helyezés |
| ---- | ------------------- | -------------------------------- | -------- |
| 1990 | Mansion on the Hill | Billboard Mainstream Rock Tracks | 3        |
| 1990 | Over and Over       | Billboard Mainstream Rock Tracks | 33       |

## Közreműködők
- Neil Young – gitár, ének
- Frank Sampedro – gitár, ének
- Billy Talbot – basszusgitár, ének
- Ralph Molina – dob, ének

### Fordítás
Ez a szócikk részben vagy egészben a Ragged Glory című angol Wikipédia-szócikk ezen változatának fordításán alapul.  Az eredeti cikk szerkesztőit annak laptörténete sorolja fel. Ez a jelzés csupán a megfogalmazás eredetét és a szerzői jogokat jelzi, nem szolgál a cikkben szereplő információk forrásmegjelöléseként.